# Australiens Grand Prix 2025
Australiens Grand Prix 2025, officiellt Formula 1 Louis Vuitton Australian Grand Prix 2025, var ett Formel 1-lopp som kördes den 16 mars 2025 på Albert Park Circuit i Australien. Det var det första loppet ingående i Formel 1-säsongen 2025 och kördes över 57 varv (58 planerade). Lando Norris i McLaren vann loppet före Max Verstappen i Red Bull Racing och George Russell i Mercedes. Norris tog med segern McLarens första seger i Australien sedan 2012.
Oliver Bearman, Kimi Antonelli, Jack Doohan, Gabriel Bortoleto, Liam Lawson och Isack Hadjar kom att göra sina första race som ordinarie förare med Haas, Mercedes, Alpine, Sauber, Red Bull Racing och Racing Bulls.
Loppet var även Lewis Hamiltons första i Ferrari, efter att ha kört tolv säsonger för Mercedes. Det var även hans första lopp utan en Mercedesmotor. Esteban Ocon, Nico Hülkenberg och Carlos Sainz Jr. körde sina första lopp för Haas, Sauber och Williams.

## Kvalet
Kvalet kördes den 15 mars 2025, klockan 16:00 lokal tid (UTC+11), och fastställde ordningen för loppet.
| Pos.                    | Nr. | Förare            | Konstruktör                  | Kvaltider | Kvaltider | Kvaltider | Start- grid |
| Pos.                    | Nr. | Förare            | Konstruktör                  | Q1        | Q2        | Q3        | Start- grid |
| ----------------------- | --- | ----------------- | ---------------------------- | --------- | --------- | --------- | ----------- |
| 1                       | 4   | Lando Norris      | McLaren-Mercedes             | 1:15.912  | 1:15.415  | 1:15.096  | 1           |
| 2                       | 81  | Oscar Piastri     | McLaren-Mercedes             | 1:16.062  | 1:15.468  | 1:15.180  | 2           |
| 3                       | 1   | Max Verstappen    | Red Bull Racing-Honda RBPT   | 1:16.018  | 1:15.565  | 1:15.481  | 3           |
| 4                       | 63  | George Russell    | Mercedes                     | 1:15.971  | 1:15.789  | 1:15.546  | 4           |
| 5                       | 22  | Yuki Tsunoda      | Racing Bulls-Honda RBPT      | 1:16.225  | 1:16.009  | 1:15.670  | 5           |
| 6                       | 23  | Alexander Albon   | Williams-Mercedes            | 1:16.245  | 1:16.017  | 1:15.737  | 6           |
| 7                       | 16  | Charles Leclerc   | Ferrari                      | 1:16.029  | 1:15.827  | 1:15.755  | 7           |
| 8                       | 44  | Lewis Hamilton    | Ferrari                      | 1:16.213  | 1:15.919  | 1:15.973  | 8           |
| 9                       | 10  | Pierre Gasly      | Alpine-Renault               | 1:16.328  | 1:16.112  | 1:15.980  | 9           |
| 10                      | 55  | Carlos Sainz Jr.  | Williams-Mercedes            | 1:16.360  | 1:15.931  | 1:16.062  | 10          |
| 11                      | 6   | Isack Hadjar      | Racing Bulls-Honda RBPT      | 1:16.354  | 1:16.175  | N/A       | 11          |
| 12                      | 14  | Fernando Alonso   | Aston Martin Aramco-Mercedes | 1:16.288  | 1:16.453  | N/A       | 12          |
| 13                      | 18  | Lance Stroll      | Aston Martin Aramco-Mercedes | 1:16.369  | 1:16.483  | N/A       | 13          |
| 14                      | 7   | Jack Doohan       | Alpine-Renault               | 1:16.315  | 1:16.863  | N/A       | 14          |
| 15                      | 5   | Gabriel Bortoleto | Kick Sauber-Ferrari          | 1:16.516  | 1:17.520  | N/A       | 15          |
| 16                      | 12  | Kimi Antonelli    | Mercedes                     | 1:16.525  | N/A       | N/A       | 16          |
| 17                      | 27  | Nico Hülkenberg   | Kick Sauber-Ferrari          | 1:16.579  | N/A       | N/A       | 17          |
| 18                      | 30  | Liam Lawson       | Red Bull Racing-Honda RBPT   | 1:17.094  | N/A       | N/A       | 18          |
| 19                      | 31  | Esteban Ocon      | Haas-Ferrari                 | 1:17.174  | N/A       | N/A       | 19          |
| 107 %-gränsen: 1:21.225 |     |                   |                              |           |           |           |             |
| —                       | 87  | Oliver Bearman    | Haas-Ferrari                 | Ingen tid | N/A       | N/A       | 201         |
| Källor:                 |     |                   |                              |           |           |           |             |

Noter
- ^1  – Oliver Bearman lyckades inte sätta någon tid under kvalet. Han fick ändå tillåtelse att starta i loppet.[8]

## Loppet
Loppet kördes den 16 mars 2025, och planerades att starta klockan 15:00 lokal tid (UTC+11), men fördröjdes till 15:15 på grund av Isack Hadjars krasch under formationsvarvet. Loppet skulle ursprungligen körts över 58 varv, men kortades med ett varv på grund av den avbrutna starten.
| Pos.    | Nr. | Förare            | Konstruktör                  | Varv | Tid/Bröt    | Placering | Poäng |
| ------- | --- | ----------------- | ---------------------------- | ---- | ----------- | --------- | ----- |
| 1       | 4   | Lando Norris      | McLaren-Mercedes             | 57   | 1:42:06.304 | 1         | 25    |
| 2       | 1   | Max Verstappen    | Red Bull Racing-Honda RBPT   | 57   | +0.895      | 3         | 18    |
| 3       | 63  | George Russell    | Mercedes                     | 57   | +8.481      | 4         | 15    |
| 4       | 12  | Kimi Antonelli    | Mercedes                     | 57   | +10.135     | 16        | 12    |
| 5       | 23  | Alexander Albon   | Williams-Mercedes            | 57   | +12.773     | 6         | 10    |
| 6       | 18  | Lance Stroll      | Aston Martin Aramco-Mercedes | 57   | +17.413     | 13        | 8     |
| 7       | 27  | Nico Hülkenberg   | Kick Sauber-Ferrari          | 57   | +18.423     | 17        | 6     |
| 8       | 16  | Charles Leclerc   | Ferrari                      | 57   | +19.826     | 7         | 4     |
| 9       | 81  | Oscar Piastri     | McLaren-Mercedes             | 57   | +20.448     | 2         | 2     |
| 10      | 44  | Lewis Hamilton    | Ferrari                      | 57   | +22.473     | 8         | 1     |
| 11      | 10  | Pierre Gasly      | Alpine-Renault               | 57   | +26.502     | 9         |       |
| 12      | 22  | Yuki Tsunoda      | Racing Bulls-Honda RBPT      | 57   | +29.884     | 5         |       |
| 13      | 31  | Esteban Ocon      | Haas-Ferrari                 | 57   | +33.161     | 19        |       |
| 14      | 87  | Oliver Bearman    | Haas-Ferrari                 | 57   | +40.351     | PL        |       |
| DNF     | 30  | Liam Lawson       | Red Bull Racing-Honda RBPT   | 46   | Olycka      | PL        |       |
| DNF     | 5   | Gabriel Bortoleto | Kick Sauber-Ferrari          | 45   | Olycka      | 15        |       |
| DNF     | 14  | Fernando Alonso   | Aston Martin Aramco-Mercedes | 32   | Olycka      | 12        |       |
| DNF     | 55  | Carlos Sainz Jr.  | Williams-Mercedes            | 0    | Olycka      | 10        |       |
| DNF     | 7   | Jack Doohan       | Alpine-Renault               | 0    | Olycka      | 14        |       |
| DNS     | 6   | Isack Hadjar      | Racing Bulls-Honda RBPT      | 0    | Olycka      | —2        |       |
| Källor: |     |                   |                              |      |             |           |       |

Noter
- ^1  – Loppet skulle ursprungligen körts över 58 varv, men kortades med ett varv på grund av den avbrutna starten.[9]
- ^2  – Isack Hadjar startade inte i loppet då han kraschade under formationsvarvet. Hans plats på gridden lämnades tom.[9]

## Ställning i mästerskapet efter loppet
| Pos. | Förare          | Poäng |
| ---- | --------------- | ----- |
| 1 ▬  | Lando Norris    | 25    |
| 2 ▬  | Max Verstappen  | 18    |
| 3 ▬  | George Russell  | 15    |
| 4 ▬  | Kimi Antonelli  | 12    |
| 5 ▬  | Alexander Albon | 10    |

| Pos. | Konstruktör           | Poäng |
| ---- | --------------------- | ----- |
| 1 ▬  | McLaren-Mercedes      | 27    |
| 2 ▬  | Mercedes              | 27    |
| 3 ▬  | Red Bull              | 18    |
| 4 ▬  | Williams-Mercedes     | 10    |
| 5 ▬  | Aston Martin-Mercedes | 8     |

- Notering: Endast de fem bästa placeringarna i vardera mästerskap finns med på listorna.